# Lythrypnus dalli
Lythrypnus dalli là một loài cá bống trong họ Gobiidae, thường được nuôi để làm cảnh.

## Đặc điểm
Chúng có kích thước lên đến 2.4 inch (6 cm) và có vòng đời 2 đến 3 năm và có thể lâu hơn nếu chăm sóc trong những điều kiện thích hợp (ví dụ như nền nhiệt độ). Đôi khi người ta còn gọi nó bằng cái tên Bluebanded Goby bởi những vạch màu xanh da trời mà nó khoác lên mình. Chúng được coi là loài cận nhiệt đới vì chúng sống trong vùng nước mát trong khoảng từ 60 F đến 71 F. Nuôi chúng trong nền nhiệt độ cao hơn như nền nhiệt trong bể san hô có thể xuống dưới 80 độ F có thể thực sự làm giảm tuổi thọ của chúng. Chúng có thể được nuôi trong những kiểu bể có nước mát hơn cùng với các loài cận nhiệt đới tương tự. Chúng thường được tìm thấy gần những con cá bống vằn (Lythrypnus zebra).
Chúng ăn sinh vật phù du, giáp xác chân hai loại, bộ chân kiếm, tôm mysis và brine đông lạnh có thể được dùng để tập cho chúng ăn và thậm chí có thể cho chúng ăn ngay thức ăn vụn. Hầu hết các loại đồ ăn từ thịt hải sản bao gồm tôm mysis và brine đông lạnh đều có thể được chúng chấp nhận. Chúng có thể thay đổi giới tính. Con đực sẽ nhử con cái vào trong một cái hang nơi mà con cái sẽ đẻ trứng trên những bức tường để thụ tinh và sau đó con đực sẽ bảo vệ trứng cho đến khi chúng nở. Con đực có thể trở nên khá bạo lực với những con cùng loại khác, đặc biệt là trong suốt thời gian này. 